# Cora Sadosky
Pour les articles homonymes, voir Sadosky.
Cora Susana Sadosky de Goldstein (23 mai 1940 - 3 décembre 2010) est une mathématicienne argentine et professeure de mathématiques à l'université Howard.

## Formation
Sadosky est née en Argentine, elle est la fille des mathématiciens Manuel Sadosky (1914-2005) et Cora Ratto de Sadosky (1912-1981).
Sadosky commence ses études universitaires à l'âge de 15 ans à la School of Science de l'université de Buenos Aires. En 1960, elle obtient son diplôme de Licenciada (comparable à une maîtrise en nomenclature américaine). Elle reçoit une offre d’assistant de recherche pour son doctorat en mathématiques à l’université de Chicago. Elle obtient son doctorat en 1965 sous la direction d'Alberto Calderón avec une thèse intitulée « Parabolic Singular Integral Operators ».

## Carrière
Après avoir reçu son doctorat, elle retourne en Argentine. Elle devient professeure adjointe de mathématiques à l'université de Buenos Aires. Elle démissionne en 1966, avec 400 autres membres du corps professoral, pour protester contre l'assaut de la police contre l'école des sciences. Elle enseigne pendant un semestre à l'université nationale d'Uruguay, puis devient professeure adjointe à l'université Johns-Hopkins. De retour en Argentine en 1968, elle ne parvient pas à obtenir un poste universitaire et travaille comme traductrice et rédactrice technique.
En 1974, elle fuit de nouveau fui l’Argentine ; elle déménage à Caracas et rejoint la faculté de l'université centrale du Venezuela. À cette époque, elle écrit un texte de troisième cycle en mathématiques publié aux États-Unis en 1979. Elle passe l'année universitaire 1978-1979 à l'Institute for Advanced Study de Princeton, dans le New Jersey. En 1980, elle devient professeure agrégée à l'université Howard et est promue professeure titulaire en 1985.

## Prix et distinctions
Elle est nommée professeure invitée en sciences et technologie (Visiting Professorship for Women, VPW) par la Fondation nationale pour la science (National Science Foundation,NSF) de 1983 à 1984 et la passe à l'Institute for Advanced Study. Elle reçoit un deuxième VPW en 1995, où elle est professeure invitée à l'université de Californie à Berkeley. Elle reçoit une bourse d'avancement de carrière de la NSF en 1987-1988, ce qui lui permet de passer l'année en tant que membre du programme d'analyse classique du Mathematical Sciences Research Institute (MRSI), où elle revient par la suite en tant que professeur de recherche.
Elle est élue présidente de l'Association for Women in Mathematics (AWM) de 1993 à 1995, association au sein de laquelle elle milite pour la présence des femmes dans la profession. Le prix Sadosky de l'AWM est nommé en son honneur : fondé en 2012, ses premières lauréates sont Svitlana Mayboroda (2014), Daniela De Silva (2016), Lillian Pierce (2018 )et Mihaela Ignatova (2020).
Elle est membre de l'Association américaine pour l'avancement des sciences.

## Publications
- Harmonic Analysis and Partial Differential Equations: Essays in Honor of Alberto Calderón de Cora Sadosky, Alberto P. Calderón et Carlos Kenig, University of Chicago Press, 1999,  (ISBN 0-226-10456-7).

## Recherches
Ses recherches sont dans le domaine de l'analyse.